# La Maison du cœur

La Maison du cœur (Katie Fforde - Festtagsstimmung) est un téléfilm allemand réalisé par John Delbridge et diffusé en 2010.

## Résumé
Edward Ravenglass décide de quitter sa femme Grace et sa fille adolescente mais leur laisse leur maison qui a besoin de réparations d'urgence. Pour ce faire, Grace devient vigneronne tandis que sa sœur engage un architecte pour évaluer la demeure en vue d'y placer une hypothèque.

## Fiche technique
- Scénario : Claudia Kratochvil, Katie Fförde
- Durée : 90 min
- Pays :  Allemagne

## Distribution
- Rebecca Immanuel : Grace Ravenglass
- Julia Brendler : Ellie Summers
- Anna Hausburg : Demi Ravenglass
- Patrick Rapold : Randolph Frazier
- Thomas Scharff : Flynn Cormack
- Helmut Zierl : Edward Ravenglass
- Fanny Stavjanik : Allegra Soudley
- Uta Delbridge : Ann Graham
- Michael Schönborn : Marchand de vin
- Carl Burrows : Richard Hanes